# Heckmondwike
Heckmondwike est une ville anglaise située dans le comté du Yorkshire de l'Ouest, au nord du pays, à 14 km au sud-ouest de Leeds.
En 2001, sa population était de 17 066 habitants.

## Personnalité
- James Berry (1852-1913), bourreau, y est né.

## Source de la traduction
- (en) Cet article est partiellement ou en totalité issu de l’article de Wikipédia en anglais intitulé « Heckmondwike » (voir la liste des auteurs).